# Arnaut de Mareuil
Arnaut de Mareuil (1170 - 1200) là một troubadour, người viết các bài thơ nhạc trong tiếng Occitan. 25, có lẽ trong tổng số 29 bài hát của ông cũng như tất cả các bản canso vẫn còn tồn tại đến bây giờ. Theo như Hermann Oelsner trong 1911 Encyclopædia Britannica, Arnaut de Mareuil vượt trội người đương thời nổi tiếng hơn ông Arnaut Daniel về "sự đơn giản tao nhã về hình thức và sự sắc sảo về cảm xúc". Điều này đã chống lại ý kiến được đồng nhất bởi các học giả trong quá khứ và hiện đại: Dante, Petrach, Ezra Pound và T. S. Eliot đã tuyên bố sự vượt trội của Daniel.
Tên của Arnaut de Mareuil xuất phát từ Mareuil-sur-Belle trong Périgord. Ông được cho rằng ông là một vi "tu sĩ" từ một gia đình nghèo, rồi sau đó mới trở thành một nhà thơ. Ông đã ổn định sự nghiệp của mình trong các lãnh địa tại Toulouse và sau đó là Béziers. Có vẻ ông thích nữ bá tước Azalais của Toulouse, con gái của Raymond V, người đã cưới Roger II Trencavel. Những bài thơ còn tồn tại của de Mareuil có thể là một vòng tuần hoàn lời nhạc nói về tình yêu của ông. Alfonso II xứ Aragon là đối thủ của de Mareuil trong câu chuyện tình yêu này, và theo như một razó cho một bài thơ của de Mareuil, nhà vua với tính đố kỵ đã thuyết phục con gái của mình cắt đứt tình bạn với Arnaut. De Mareuil đã chạy trốn đến Montpelier, nơi ông tìm được sự đỡ đầu của William VIII. Ca sĩ đồng thời cũng là người gửi tin của de Mareuil là Pistoleta.